# Vladnicu de Sus
Vladnicu de Sus – wieś w Rumunii, w okręgu Vrancea, w gminie Tănăsoaia. W 2011 roku liczyła 243
mieszkańców.